# ドーム (バンド)
ドーム (Dome) はイギリスのロンドンで結成されたポストパンク・バンド。1980年に結成。

## 概要
ワイヤーのメンバーであるブルース・ギルバートとグレアム・ルイスが活動休止中の1980年から1984年までを中心に活動させたサイド・プロジェクト。ワイヤーで獲得した実験性をさらに推し進めた。解散後も演奏やレコーディングを時折行っており、1999年に後年の録音作品をまとめたアルバム『Yclept』をリリースした。

## 作品

### スタジオ・アルバム
- Dome （1980年）
- Dome 2 （1980年）
- Dome 3 （1981年）
- Will You Speak This Word （1982年）
- Yclept （1999年）

### コンピレーション、リイシュー
- 1 + 2 （1992年）
- 3 + 4 （1992年）
- 1 - 4 + 5 （2011年）